# Aseri kommun
Aseri kommun (estniska: Aseri vald) var en tidigare kommun i landskapet Ida-Virumaa i nordöstra Estland. Kommunen låg cirka 120 kilometer öster om huvudstaden Tallinn. Småköpingen Aseri utgjorde kommunens centralort.
Kommunen gränsade till Lüganuse kommun i öster, dåvarande Sonda kommun i söder samt Viru-Nigula kommun (och landskapet Lääne-Virumaa) i väster.
Den 21 oktober 2017 uppgick kommunen i Viru-Nigula kommun. Samtidigt med detta fördes området över från landskapet Ida-Virumaa till Lääne-Virumaa.

## Geografi
Aseri kommun låg vid Finska vikens södra strand. Kuststräckan präglas av kalkstensformationen Baltiska klinten som bildar en märkbar kant längsmed hela kusten i området.

### Karta

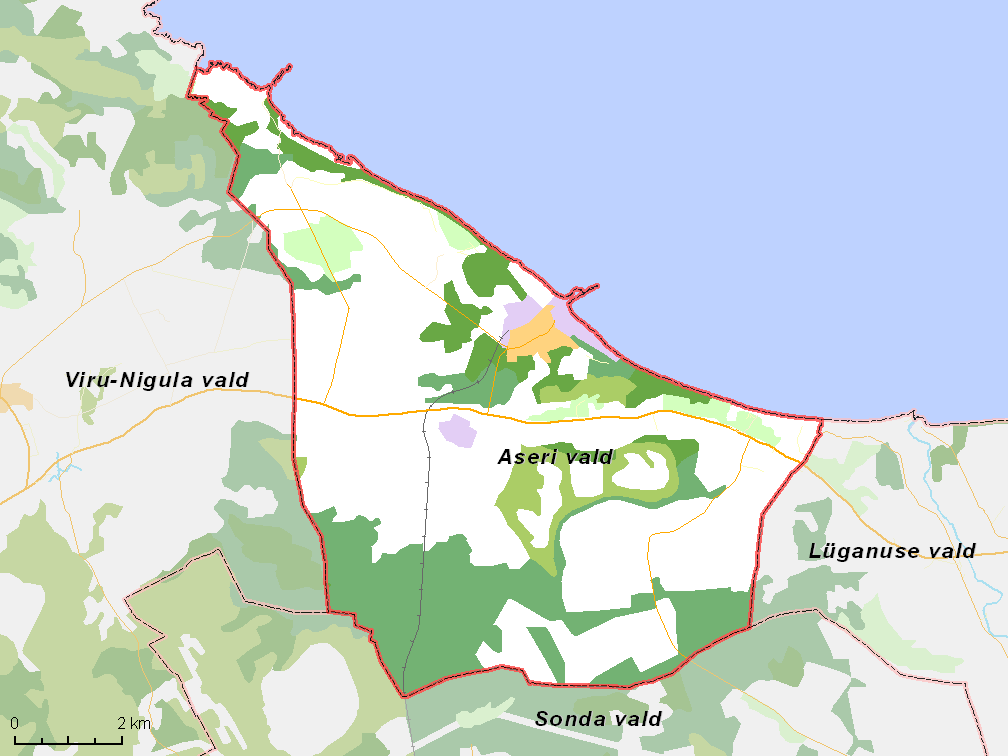
Översiktlig karta över den tidigare kommunen.

## Orter
I Aseri kommun fanns en småköping och åtta byar.

### Småköpingar
- Aseri (centralort)

### Byar
- Aseriaru
- Kalvi
- Kestla
- Koogu
- Kõrkküla
- Kõrtsialuse
- Oru
- Rannu

## Kommunikationer
Riksväg 1 (E20) mellan Tallinn och Narva passerade genom kommunen.

## Galleri

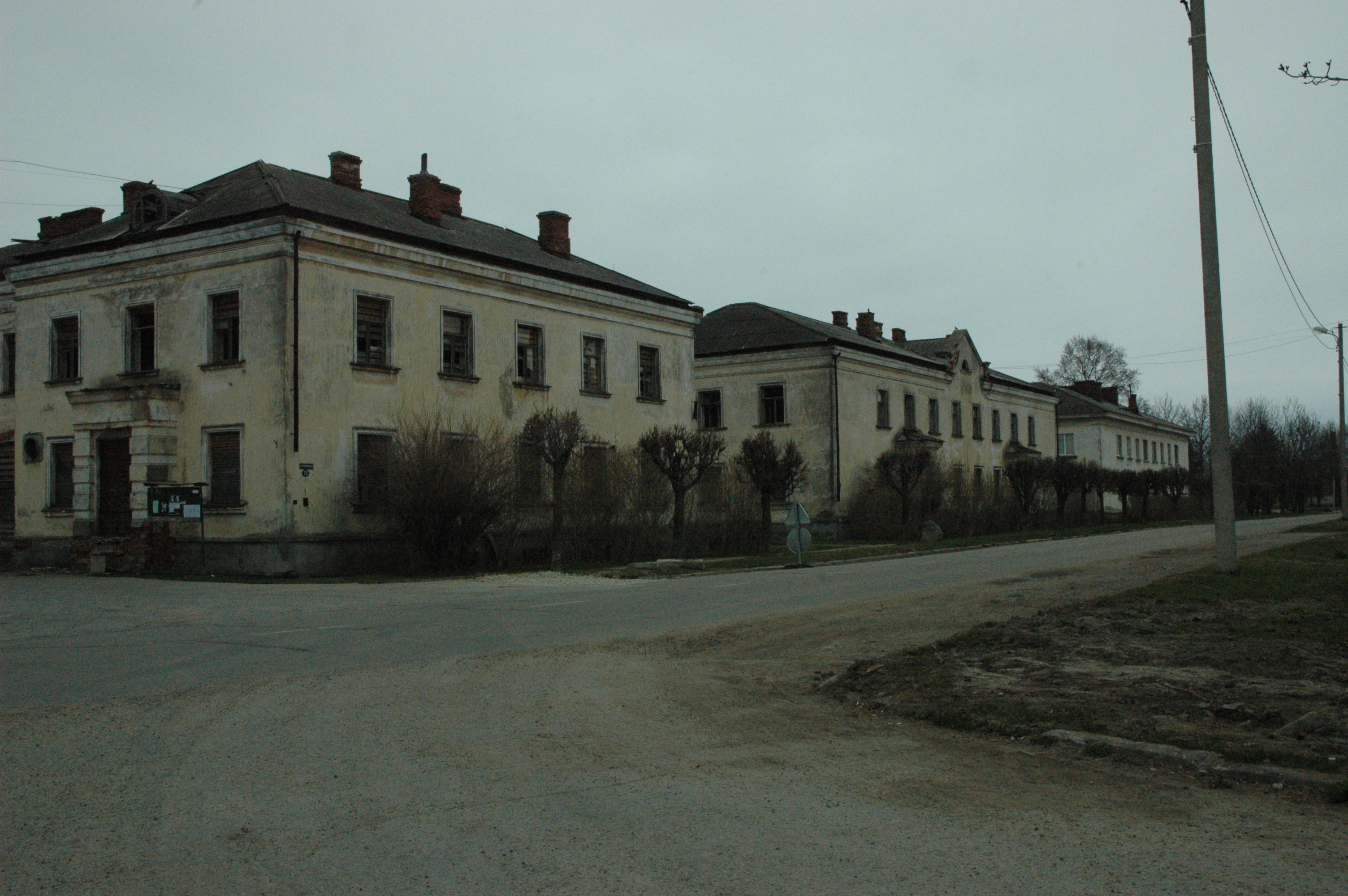
Aseri
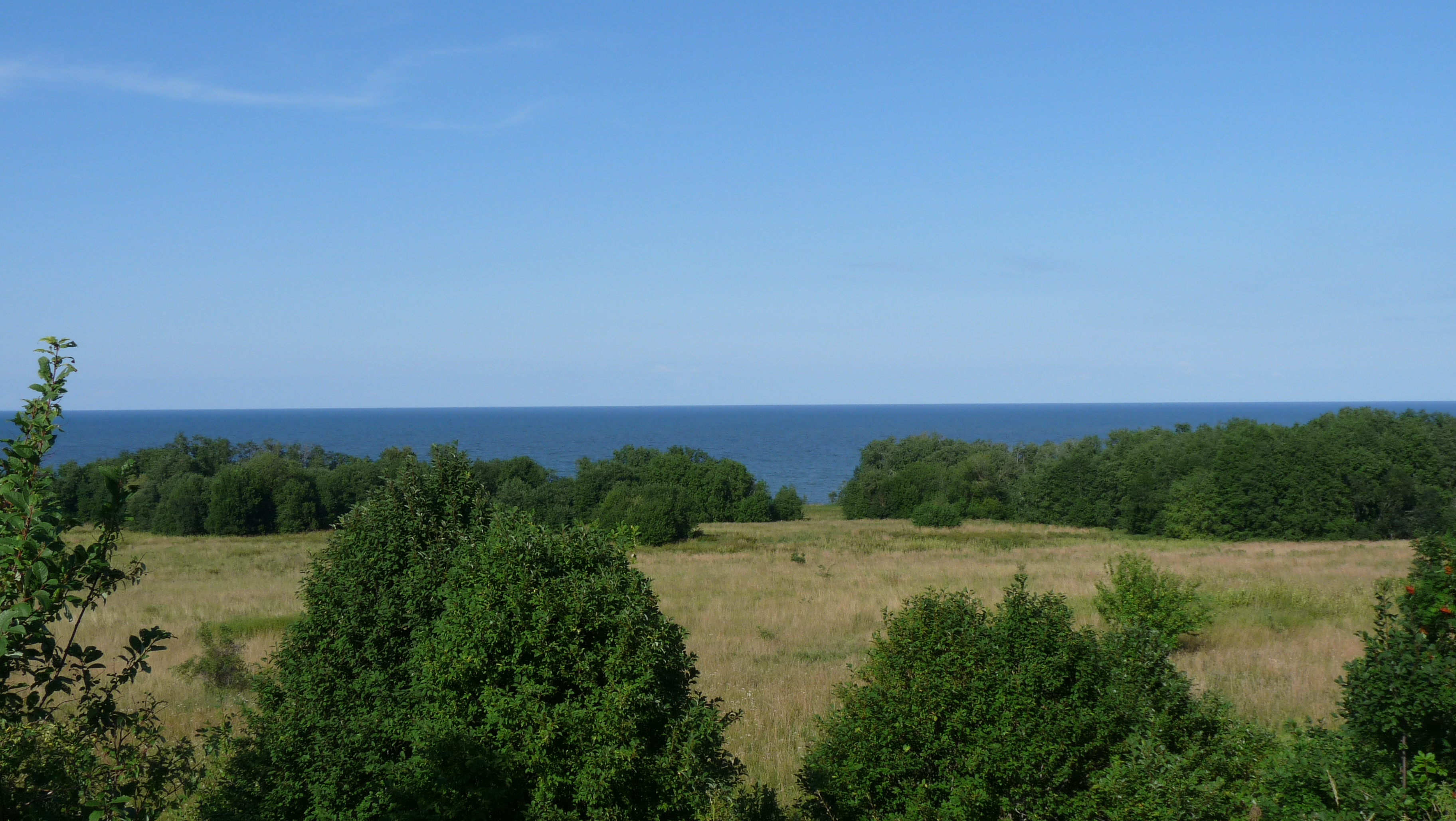
Finska viken sedd från Riksväg 1 (E20).
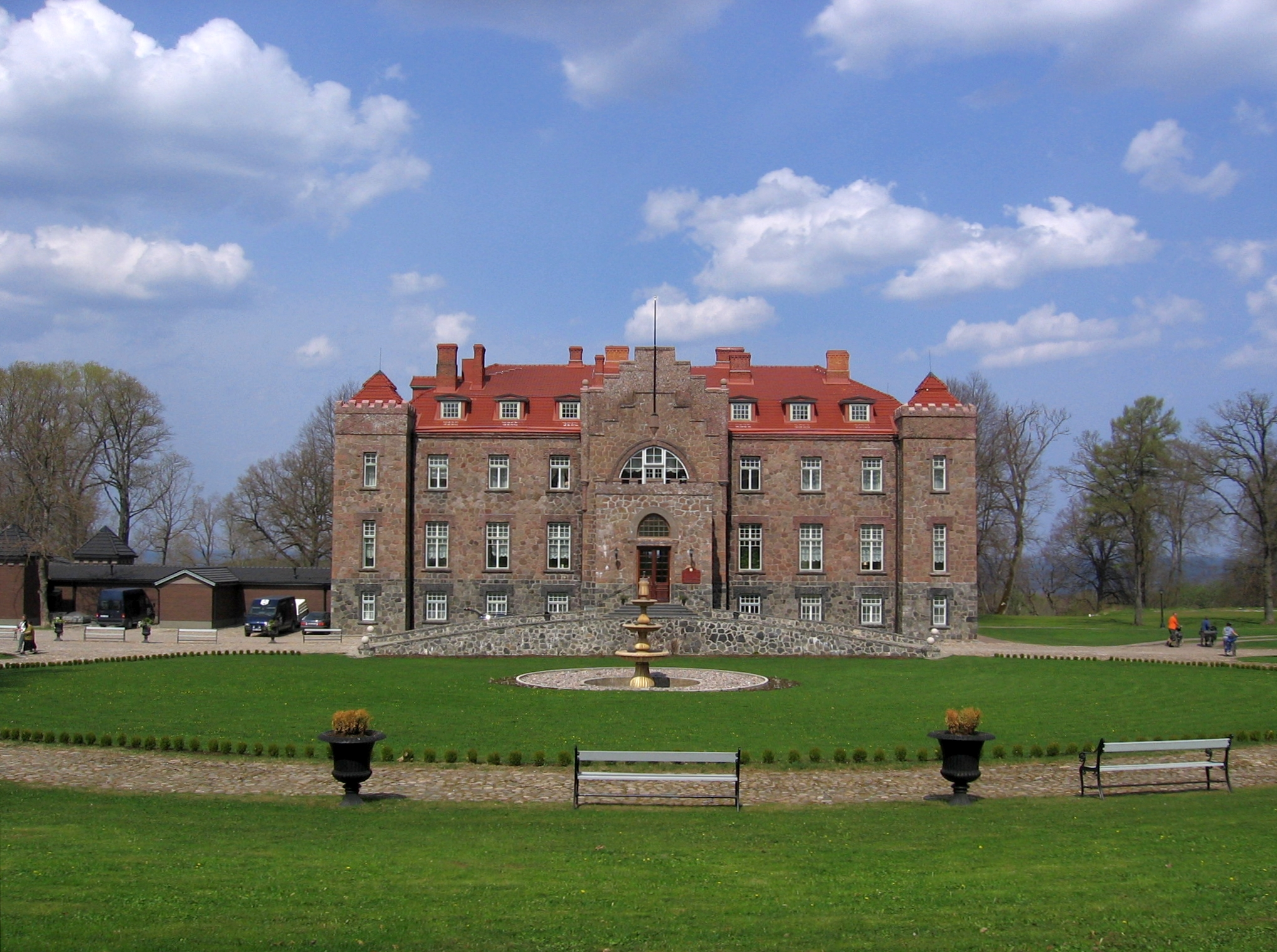
Kalvi herrgård.

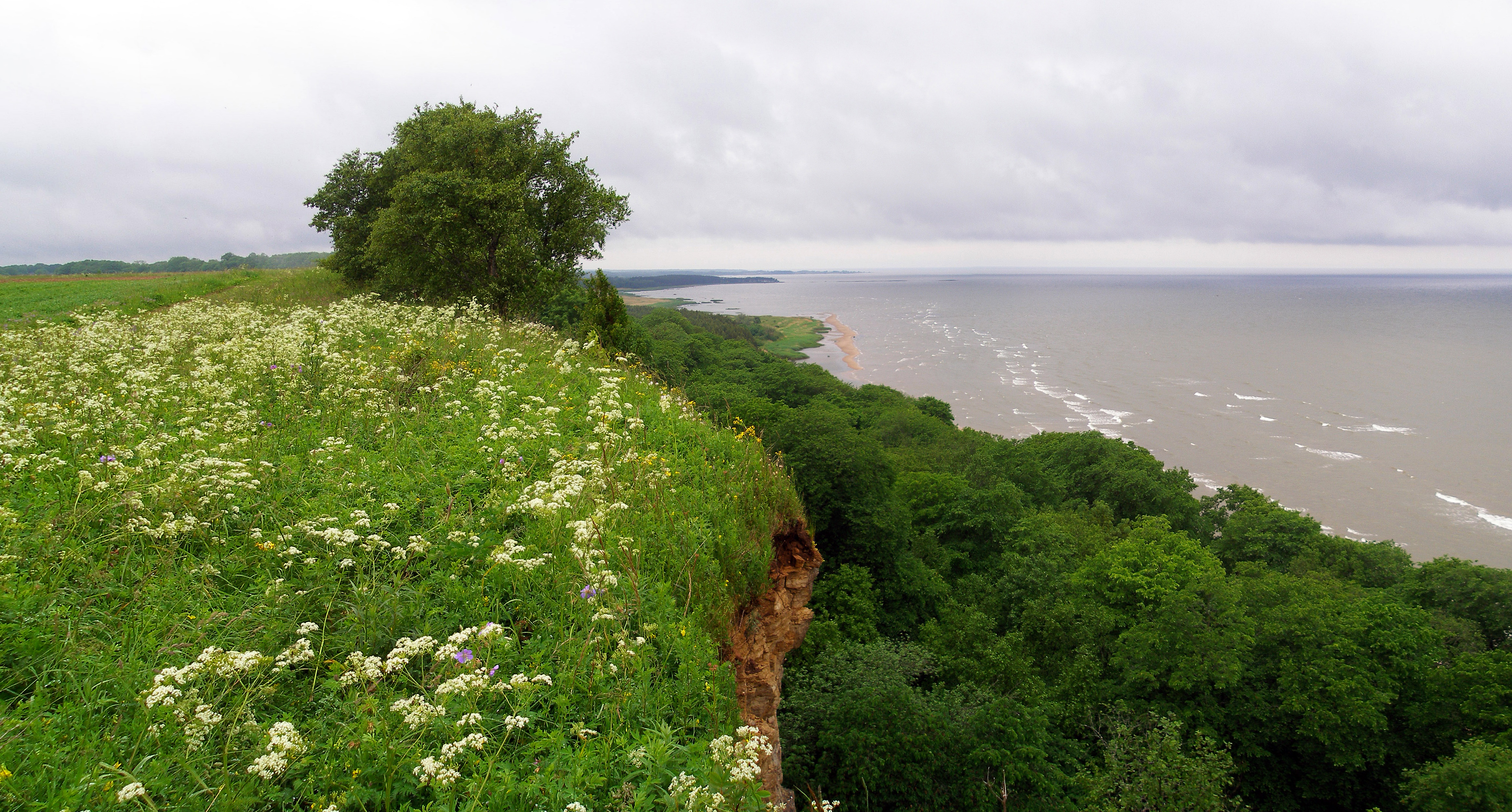
Aseriklippan, en 50 meter hög del av Baltiska klinten, mellan Kalvi och Aseri.
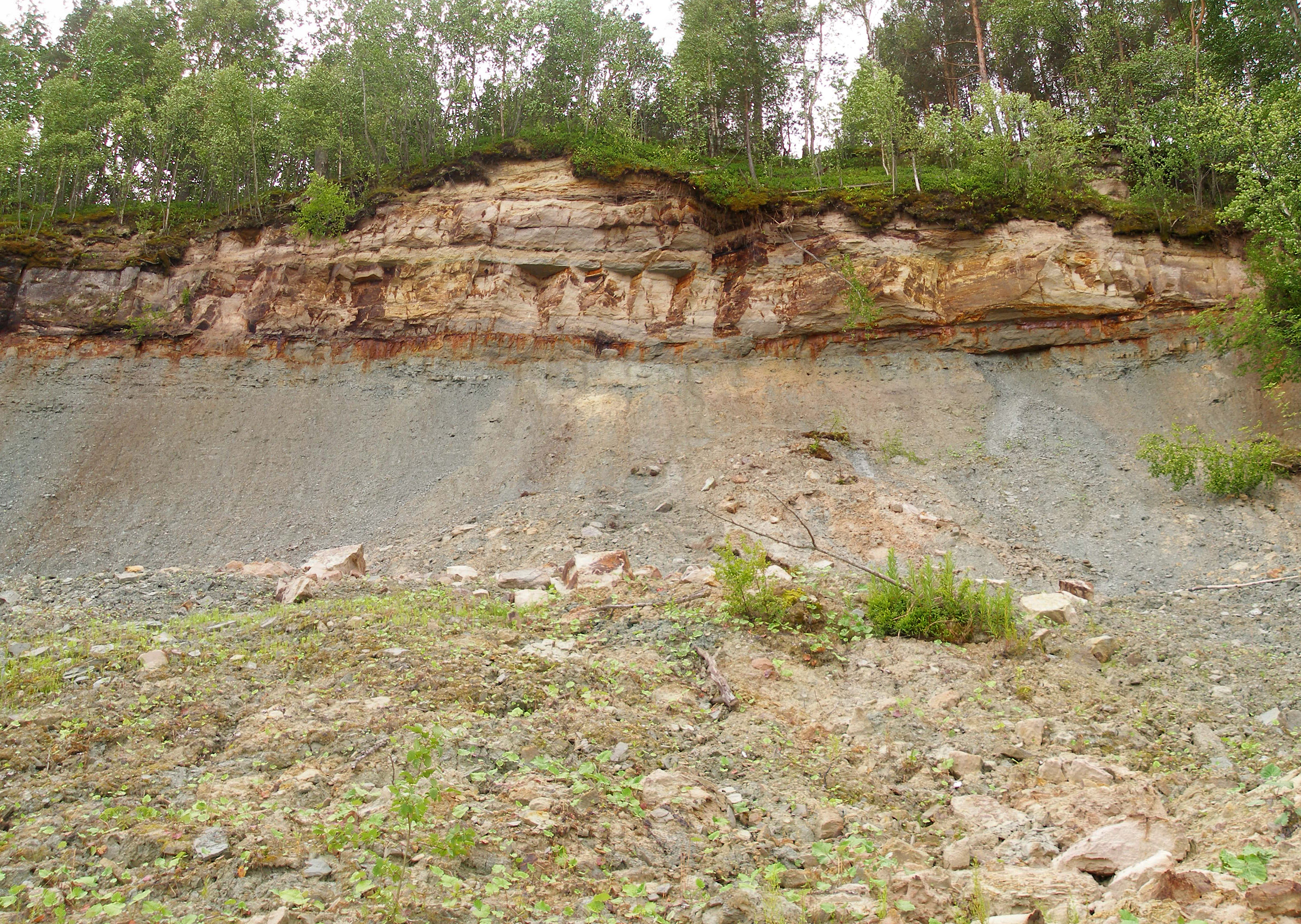
Baltiska klinten vid Kõrkküla.
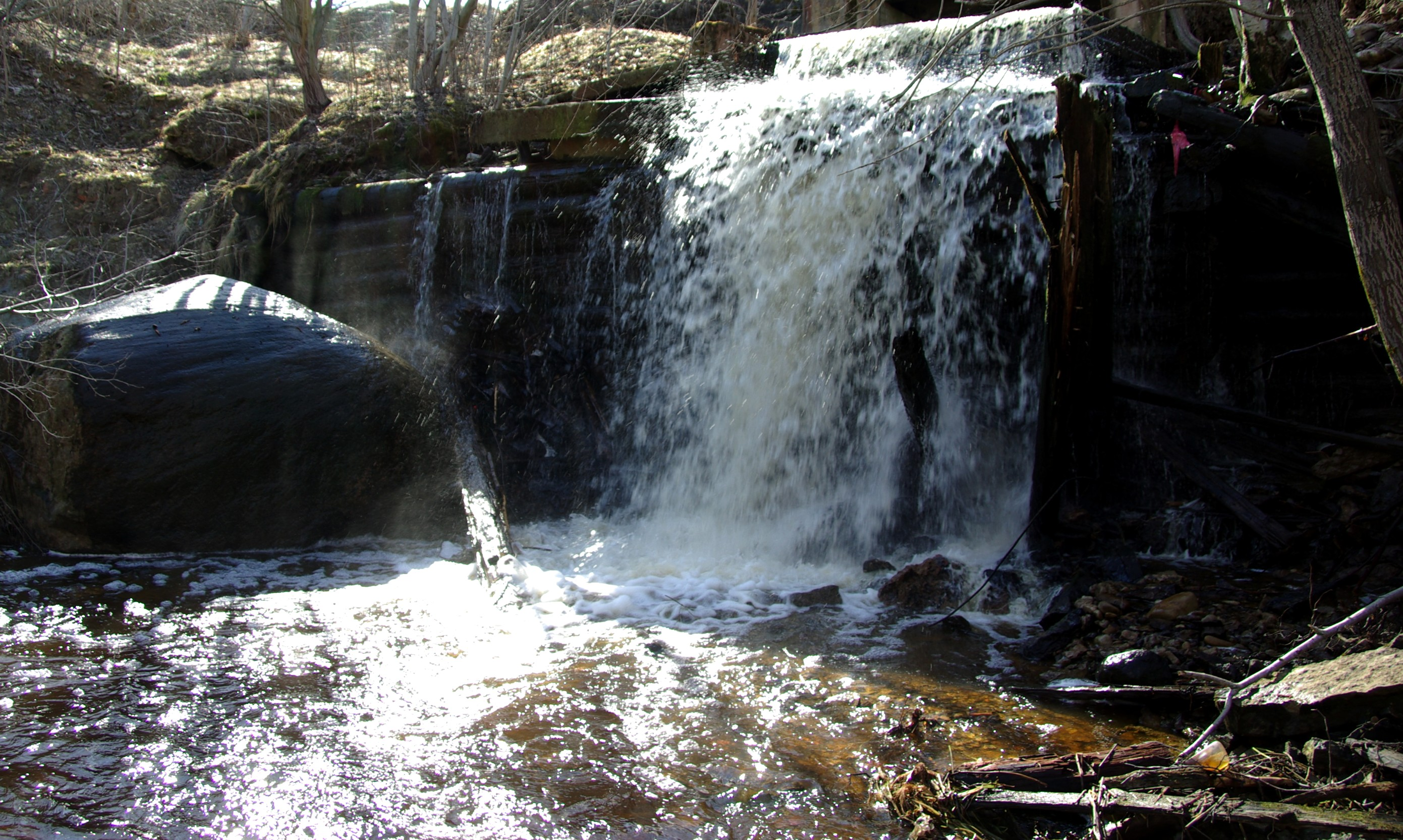
Aserifallet i Aseri.